# 스토머스

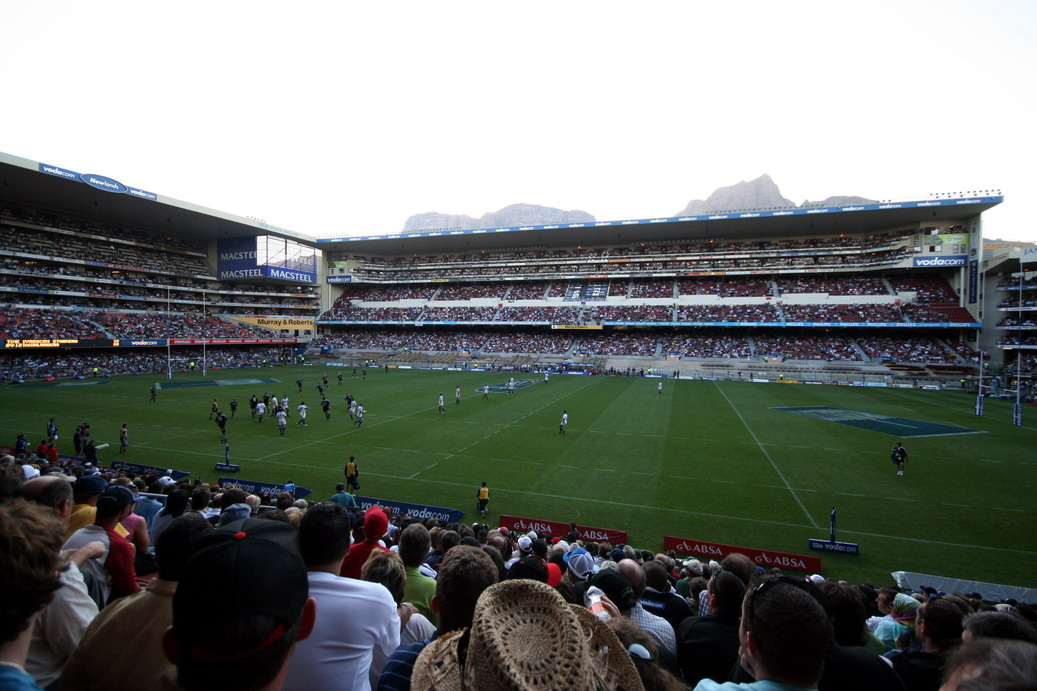

스토머스(Stormers)는 1998년 웨스턴 프로빈스를 대신하여 생긴 남아공의 프로 럭비 유니온 팀이다. 수퍼 15에 참가하며 연고는 케이프타운이고 뉴랜즈 경기장을 홈구장으로 쓰고 있다.